# ロバート・シムソン

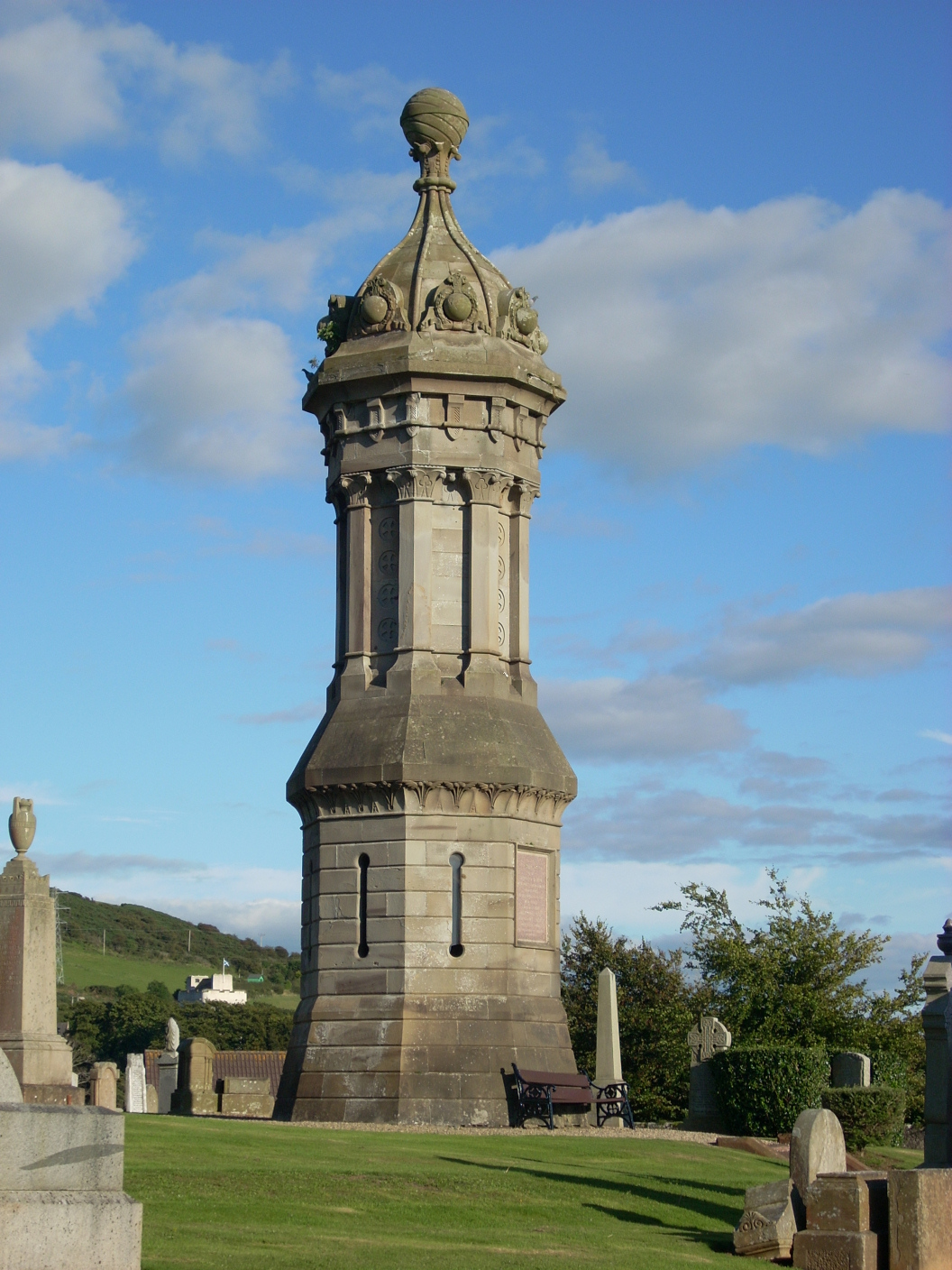
ウェスト・キルブライド墓地のシムソンの記念碑。メモリアルプレートには次のように書かれている。To Dr. Robert Simson of the University of Glasgow, the Restorer of Grecian Geometry; and by his works, the great promoter of its study in the Schools. A Native of this Parish.

ロバート・シムソン（英: Robert Simson、1687年10月14日 - 1768年10月1日）は、 スコットランドの数学者、グラスゴー大学の数学教授。シムソン線の由来として知られる。

## 経歴
1687年、グラスゴーの商人のジョン・シムソン（John Simson）と、レンフルーの教役者であったパトリック・シンプソン（Patrick Simpson）の娘アグネス（Agnes）の17人の息子の長男に生まれた（17人のうち成人に至ったのは6人）。
1701年、シムソンは教会に入るために、グラスゴー大学に入学した。ラテン語、ギリシャ語、論理学、自然哲学のコースを進み、特に神学とセム語を集中的に研究した。 大学で数学を教わることはしなかったが、ジョージ・シンクレアの Tuyrocinia Mathematica in Novem Tractatus とエウクレイデスの Elements を読んで、数学、特に幾何学に深い興味を示した。大学の理事長が、（その当時解雇されたシンクレアの後任として）数学の学部長の座を与えるほど、彼の熱量は大きかった。しかし、シムソンは数学分野における正式な養成を受けていなかったので、学部長を辞退した。ただし、1年後にその席を引き受け、数学の知識を増やすことを決めている。
オックスフォード大学への進学に失敗した後は、ロンドンのクライスト病院で過ごした。この間シムソンは、ジョン・キャズウェルやジェームス・ジュリン（王立協会の幹事）、ハンフリー・ディットン、エドモンド・ハレーなどの著名な数学者と貴重な接点を作った。
1711年11月20日、シムソンは23歳にしてグラスゴー大学で教授になった。シムソンの最初の仕事は、数学の第2学年のコースを設計する事であった。いくつかの授業で彼は、自ら教鞭を執ることもあった。彼の講演には幾何学、代数学、対数、光学などがあった。この間の彼の指導学生に、コリン・マクローリン、マシュー・スチュワート、ウィリアム・トレイルなどがいる。1761年、彼は自身の職務を辞め、その地位を彼の弟子の1人であるジェームズ・ウィリアムソンに引き継いだ。
グラスゴーにいた間の1753年、シムソンは隣接するフィボナッチ数の比がある割合（黄金比
{\displaystyle \varphi ={\frac {1+{\sqrt {5}}}{2}}=}1.618033988749....）に近づいていくことに言及している。
シムソン自身については次のように述べられている。
Simson appears to have been tall and of good stature. In spite of his great scholarship he was a modest, unassuming man who was very cautious in promoting his own work. He enjoyed good company and presided over the weekly meetings of a dining club that he had instituted … He had a special interest in botany, in which he was an acknowledged expert.
シムソンは未婚の儘、グラスゴーの大学の寮で80歳の生涯を終え、ブラックフライアーズ墓地（現在のラムズホーン墓地）に埋葬された。南の壁には、彼を称える記述の刻まれた簡素な記念碑が置かれている。自身の書籍を含むシムソンの蔵書は、彼の死後に大学に寄贈された。また、彼の蔵書には、主に初等数学と天文学などの書籍が850個ほどあった。
1865年、シムソンの記念碑を建てるため、グラスゴー大学の理事長の（13代目）エグリントン伯爵と、スタンホープ伯爵がそれぞれ10ポンド、シムソンから2つ離れたいとこのジョン・キャリック・ムーアが15ポンドを出した。この記念碑は、フレデリック・トマス・ピルキントンによって、丸い頂華を携えエジプト風の彫刻が成された大きな8角形型の碑に設計された。 ウェスト・キルブライドの丘の頂点に位置している。

## 作品

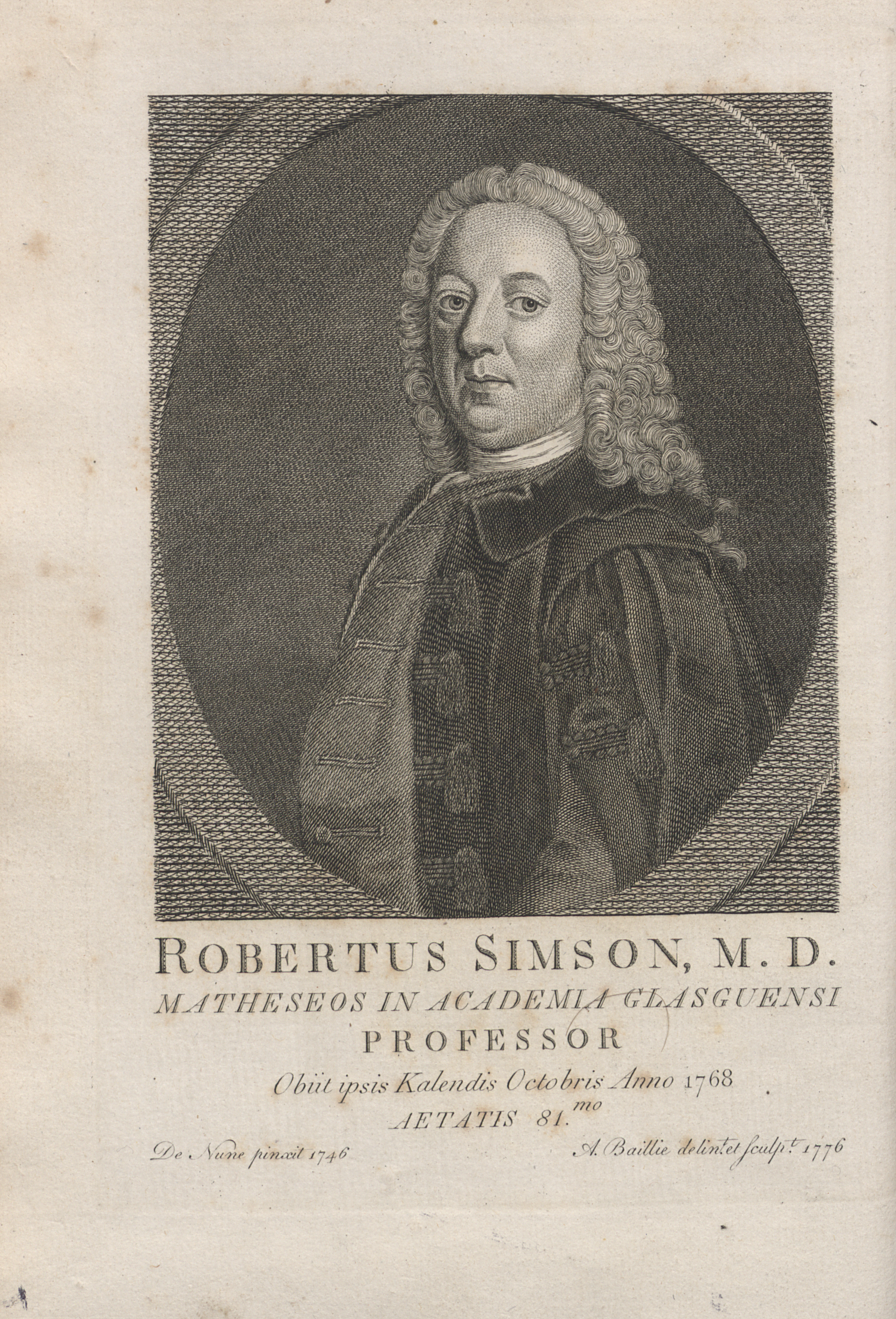
Opera quaedam reliqua, 1776

シムソンの数学への貢献は、古代幾何学者の作品への、批判的な編集と解説の形式をとっている。最初の著作物は、フィロソフィカル・トランザクションズでの、Porisms に関する論文だった（1723年, vol. xl. p.330）。
その後1735年、エディンバラで Sectionum conicarum libri V. が出版された（第二版は1750年出版）。 この専門書の第3巻は The Elements of the Conic Sections として何度か英語に訳されている。1749年、パップスの Mathematical Collection の7番目の本の補題をもとに、ペルガのアポロニウスの失われた専門書を復元した Apollonii Pergaei locorum planorum libri II. を出版した。
1756年、ラテン語と英語でユークリッド原論の最初の6巻、11巻、12巻の訳本を出版した。1762年に出版された英語版には Data の項も加えられ、長い間イギリスで、エウクレイデスの書籍の標準になった。 
シムソンの死後、アポロニウスの専門書 De section determinata とエウクレイデスの専門書 De Porismatibus の復元が Roberti Simson opera quaedam reliqua という題で、1776年にスタンホープ伯爵によって私的に出版された。この巻は卒業論文 Logarithms and on the Limits of Quantities and Ratios と古代の幾何学的解析の説明の問題も収録している。